# بهترین بازیکن مرد فیفا
بهترین بازیکن مرد فیفا (به انگلیسی: The Best FIFA Men's Player)، یک جایزهٔ فوتبالی است که سالانه توسط فیفا به بهترین فوتبالیست مرد جهان اهدا می‌شود.
لیونل مسی با دریافت سه مرتبه این جایزه (که از سال ۲۰۱۶ اهدا می‌شود)، بیشترین کسب کننده نسخه جدید آن است.

## تاریخچه
در سال ۲۰۱۰، این عنوان با توپ طلا فرانس فوتبال ادغام شد و به توپ طلای فیفا تبدیل شد که تا سال ۲۰۱۵ اهدا می‌شد. فیفا پس از موافقت با پرداخت ۱۳ میلیون پوند برای ادغام دو جایزه بزرگ بهترین بازیکن مرد با توپ طلا فرانس فوتبال، ریاست توپ طلای فیفا را بر عهده گرفت. با این‌حال، فیفا و مجلهٔ فرانس فوتبال در سال ۲۰۱۶ قطع همکاری کردند و این جایزه که از سال ۱۹۹۱ تا ۲۰۰۹ به عنوان بهترین بازیکن سال فیفا برگزار میشد، مجددا احیا شده اما به عنوان بهترین بازیکن مرد فیفا. از آن زمان، فیفا فقط این جایزه یعنی جایزه بهترین بازیکن مرد را اهدا می‌کند و توپ طلا نیز فقط توسط فرانس‌فوتبال اهدا می‌شود.
بر اساس گزارش ها، تصمیم فیفا برای عدم تمدید قرارداد با فرانس فوتبال، به منظور بهبود روابط تیره این نهاد با اتحادیه فوتبال انگلستان اتخاذ شد و این بر اساس این واقعیت بود که مراسم سالانه اهدا جایزه در زوریخ برگزار می شد و رئیس جدید فیفا، جیانی اینفانتینو می خواست مراسم بعدی را به لندن منتقل کند.
این جایزه توسط هنرمند کروات، آنا باربیچ کاتیچیچ طراحی شده است.

#### معیارها و رای دهی:
- عملکرد ورزشی
- به‌طور کلی رفتار در داخل و خارج زمین

آرا توسط نمایندگان رسانه‌ها، مربیان تیم ملی و کاپیتان‌های تیم ملی انتخاب می‌شود. در اکتبر سال ۲۰۱۶ اعلام شد که عموم مردم نیز مجاز به رای دادن هستند. هر گروه ۲۵٪ از کل آرا را تشکیل می‌دهند.

## بهترین بازیکنان
| سال  | رتبه | بازیکن            | تیم            | رای ها  |
| ---- | ---- | ----------------- | -------------- | ------- |
| ۲۰۱۶ | اول  | کریستیانو رونالدو | رئال مادرید    | ۳۴.۵۴ ٪ |
| ۲۰۱۶ | دوم  | لیونل مسی         | بارسلونا       | ۲۶.۴۲ ٪ |
| ۲۰۱۶ | سوم  | آنتوان گریزمان    | اتلتیکو مادرید | ۷.۵۳ ٪  |
|      |      |                   |                |         |
| ۲۰۱۷ | اول  | کریستیانو رونالدو | رئال مادرید    | ۴۳.۱۶ ٪ |
| ۲۰۱۷ | دوم  | لیونل مسی         | بارسلونا       | ۱۹.۲۵ ٪ |
| ۲۰۱۷ | سوم  | نیمار             | پاری سن ژرمن   | ۶.۹۷ ٪  |
|      |      |                   |                |         |
| ۲۰۱۸ | اول  | لوکا مودریچ       | رئال مادرید    | ۲۹.۰۵ ٪ |
| ۲۰۱۸ | دوم  | کریستیانو رونالدو | یوونتوس        | ۱۹.۰۸ ٪ |
| ۲۰۱۸ | سوم  | محمد صلاح         | لیورپول        | ۱۱.۲۳ ٪ |
|      |      |                   |                |         |
| ۲۰۱۹ | اول  | لیونل مسی         | بارسلونا       | ۴۶      |
| ۲۰۱۹ | دوم  | ویرجیل فن دایک    | لیورپول        | ۳۸      |
| ۲۰۱۹ | سوم  | کریستیانو رونالدو | یوونتوس        | ۳۶      |
|      |      |                   |                |         |
| ۲۰۲۰ | اول  | روبرت لواندوفسکی  | بایرن مونیخ    | ۵۲      |
| ۲۰۲۰ | دوم  | کریستیانو رونالدو | یوونتوس        | ۳۸      |
| ۲۰۲۰ | سوم  | لیونل مسی         | بارسلونا       | ۳۵      |
|      |      |                   |                |         |
| ۲۰۲۱ | اول  | روبرت لواندوفسکی  | بایرن مونیخ    | ۴۸      |
| ۲۰۲۱ | دوم  | لیونل مسی         | پاری سن ژرمن   | ۴۴      |
| ۲۰۲۱ | سوم  | محمد صلاح         | لیورپول        | ۳۹      |
|      |      |                   |                |         |
| ۲۰۲۲ | اول  | لیونل مسی         | پاری سن-ژرمن   | ۵۲      |
| ۲۰۲۲ | دوم  | کیلیان امباپه     | پاری سن ژرمن   | ۴۴      |
| ۲۰۲۲ | سوم  | کریم بنزما        | رئال مادرید    | ۳۴      |
|      |      |                   |                |         |
| ۲۰۲۳ | اول  | لیونل مسی         | اینتر میامی    | ۴۸      |
| ۲۰۲۳ | دوم  | ارلینگ هالند      | منچستر سیتی    | ۴۸      |
| ۲۰۲۳ | سوم  | کیلیان امباپه     | پاری سن-ژرمن   | ۳۵      |
|      |      |                   |                |         |
| ۲۰۲۴ | اول  | وینیسیوس جونیور   | رئال مادرید    | ۴۸      |
| ۲۰۲۴ | دوم  | رودری             | منچستر سیتی    | ۴۳      |
| ۲۰۲۴ | سوم  | جود بلینگام       | رئال مادرید    | ۳۷      |

### برندگان بر اساس بازیکن
| بازیکن            | برنده              | نایب قهرمان          | جایگاه سوم |
| ----------------- | ------------------ | -------------------- | ---------- |
| لیونل مسی         | ۳ (۲۰۱۹،۲۰۲۳،۲۰۲۲) | ۳ (۲۰۱۶، ۲۰۱۷، ۲۰۲۱) | ۱ (۲۰۲۰)   |
| کریستیانو رونالدو | ۲ (۲۰۱۶، ۲۰۱۷)     | ۲ (۲۰۱۸، ۲۰۲۰)       | ۱ (۲۰۱۹)   |
| روبرت لواندوفسکی  | ۲ (۲۰۲۰، ۲۰۲۱)     | —                    | —          |
| لوکا مودریچ       | ۱ (۲۰۱۸)           | —                    | —          |
| وینیسیوس جونیور   | ۱ (۲۰۲۴)           | —                    | —          |

### برندگان بر اساس ملیت
| کشور     | بازیکنان | مجموعا |
| -------- | -------- | ------ |
| آرژانتین | ۱        | ۳      |
| لهستان   | ۱        | ۲      |
| پرتغال   | ۱        | ۲      |
| کرواسی   | ۱        | ۱      |
| برزیل    | ۱        | ۱      |

### برندگان بر اساس باشگاه
| باشگاه       | بازیکنان | مجموعا |
| ------------ | -------- | ------ |
| رئال مادرید  | ۳        | ۴      |
| بایرن مونیخ  | ۱        | ۲      |
| بارسلونا     | ۱        | ۱      |
| پاری سن-ژرمن | ۱        | ۱      |
| اینتر میامی  | ۱        | ۱      |

## بازیکن سال فیفا (از جمله بازیکنان قبلی)
| بازیکنان          | بازیکن سال فوتبال جهان (۱۹۹۱-۲۰۰۹) | توپ طلای فیفا (۲۰۱۰-۲۰۱۵) | بهترین بازیکن مرد فیفا (۲۰۱۶-تاکنون) | مجموعا |
| ----------------- | ---------------------------------- | ------------------------- | ------------------------------------ | ------ |
| لیونل مسی         | ۱                                  | ۴                         | ۳                                    | ۸      |
| کریستیانو رونالدو | ۱                                  | ۲                         | ۲                                    | ۵      |
| رونالدو           | ۳                                  | —                         | —                                    | ۳      |
| زین‌الدین زیدان    | ۳                                  | —                         | —                                    | ۳      |
| رونالدینیو        | ۲                                  | —                         | —                                    | ۲      |
| روبرت لواندوفسکی  | —                                  | —                         | ۲                                    | ۲      |
| لوتار ماتئوس      | ۱                                  | —                         | —                                    | ۱      |
| مارکو فان باستن   | ۱                                  | —                         | —                                    | ۱      |
| روبرتو باجو       | ۱                                  | —                         | —                                    | ۱      |
| روماریو           | ۱                                  | —                         | —                                    | ۱      |
| جرج وه‌آ           | ۱                                  | —                         | —                                    | ۱      |
| ریوالدو           | ۱                                  | —                         | —                                    | ۱      |
| لوئیس فیگو        | ۱                                  | —                         | —                                    | ۱      |
| فابیو کاناوارو    | ۱                                  | —                         | —                                    | ۱      |
| کاکا              | ۱                                  | —                         | —                                    | ۱      |
| لوکا مودریچ       | —                                  | —                         | ۱                                    | ۱      |
| وینیسیوس جونیور   | —                                  | —                         | ۱                                    | ۱      |